# II号戦車に関連する作品の一覧

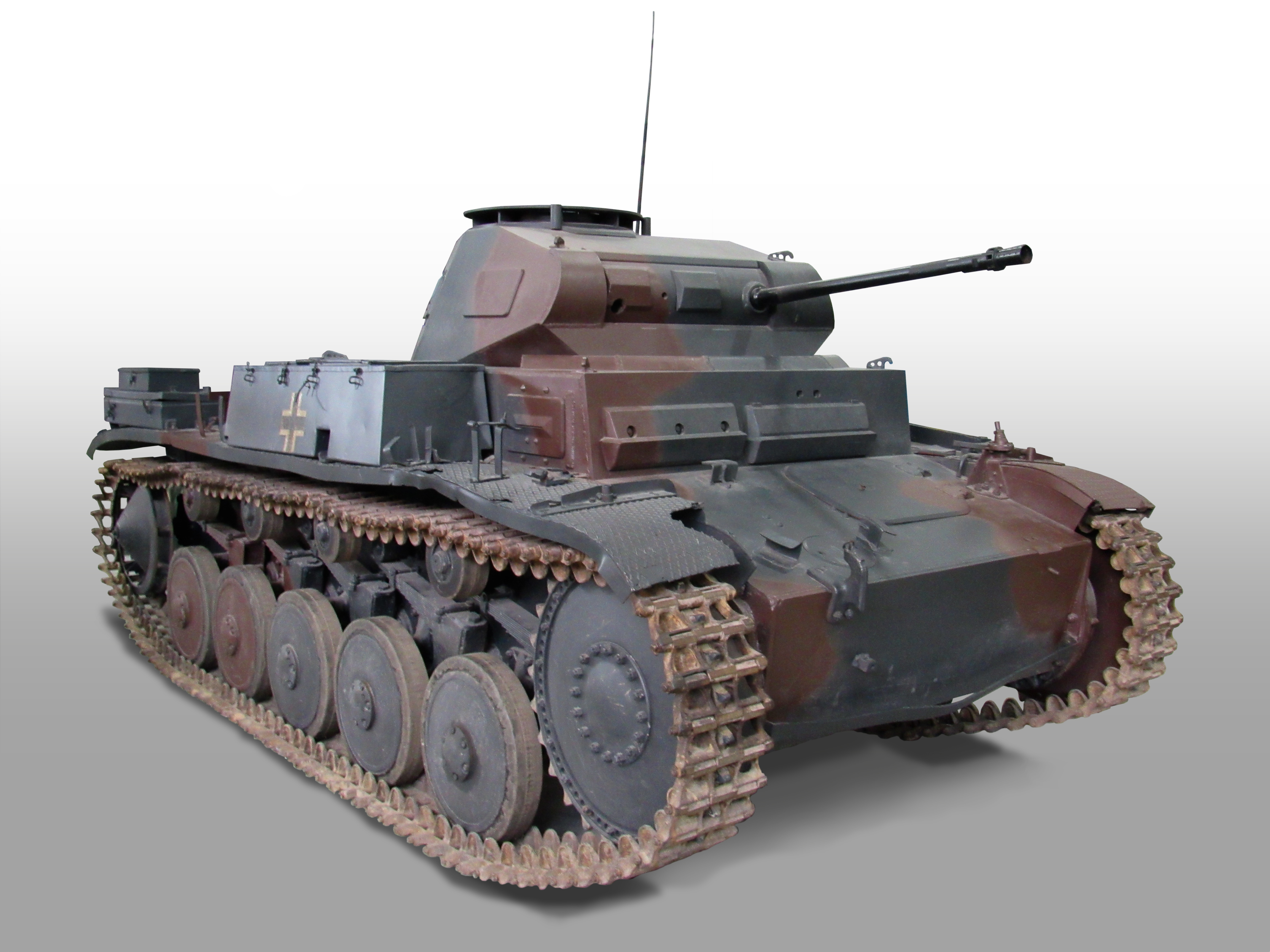
II号戦車F型

II号戦車に関連する作品の一覧（にごうせんしゃにかんれんするさくひんのいちらん）は、第二次世界大戦期のドイツ国防軍の軽戦車である、II号戦車およびバリエーション車種（II号自走重歩兵砲・マーダーII・ヴェスペ等）に関連する作品の一覧である。

## II号戦車

### 映画
『T-34 レジェンド・オブ・ウォー』
映画冒頭、ソ連軍撤退時の遅滞戦闘において、ドイツ軍機甲中隊の一両として登場。主人公らの搭乗したT-34/76による二枚抜き撃破の餌食となる。

### アニメ・漫画
『ガールズ&パンツァー』
『ガールズ&パンツァー 劇場版』
熊本に帰省した西住みほが姉のまほに駅まで送ってもらう際にF型に乗る。回想でも幼少期のころから乗っていたことがわかる。その頃の影響か、好きな戦車として挙げている。
『ガールズ&パンツァー リトルアーミーII』
柏葉姉妹の搭乗車。後にポケットマネーで3両を加え、計4両のII号軍団を編成する。火力の低さから他校から戦力外と見做されていたが、姉妹のドライビングテクニックもあって意外な大活躍を見せる。何故か一部III号戦車J1型として描写されている。
『ガールズ&パンツァー リボンの武者』
黒森峰女子学園のタンカスロンチーム「シュバルツバルト戦闘団」の主力戦車として登場。
『ガールズ&パンツァー 劇場版最終章』
青師団高校がフラッグ車としてF型を使用している。

『ハローマリアン』
オランダへ侵攻したドイツ軍が使用する。エンストして橋梁上に停車していた主要人物が乗った旅芸人一座のトラックを、侵攻の邪魔としてそのまま川へと突き落とす悪役として登場する。

### ゲーム
『Company of Heroes 2』
西部ドイツ軍の使用車両としてL型が「Luchs」の名で登場。
『War Thunder』
ドイツ陸軍の軽戦車としてC型・F型・H型・ドイツアフリカ軍団仕様車が登場。
『World of Tanks』『World of Tanks Blitz』
ドイツ軽戦車Pz.Kpfw. II・Pz.Kpfw. II Ausf. G・Pz.Kpfw. II Luchs・VK 16.02 Leopardが開発可能。ドイツ軽戦車Pz.Kpfw. II Ausf. Dが配布。ドイツ軽戦車Pz.Kpfw. II Ausf. Jが販売。
『グランド・セフト・オートV』
マップ東側、ヒューメイン研究所付近の海底にF型が2両沈んでいる。
『コール オブ デューティ2』
ソ連編とイギリス編の北アフリカ戦線に登場。
『鋼鉄の虹 パンツァーメルヒェンRPG』および『ネットゲーム95 鋼鉄の虹 〜Die Eisenglorie〜』
硅緑内戦でグリューネラント軍の軽戦車「エルミナ」として登場。当初は最前線にも配備されたが、III号戦車・IV号戦車が充実してきたので二線級部隊に回されている。ドイツ製で、ライセンス生産はされていない。
『コンバットチョロQ』
ドイツ1タンクとしてC型とD型が登場。また、アリーナのライトクラスの7番としてD型、24番としてC型が登場。
『トータル・タンク・シミュレーター』
ドイツの軽戦車PANZER IIとしてF型が、自走砲としてヴェスペがWESPEとして登場。
『パンツァーフロント Ausf.B』
C型が登場。

## II号自走重歩兵砲

### ゲーム
『World of Tanks』
ドイツ自走砲Sturmpanzer IIとして登場。
『War Thunder』
ドイツの陸軍ツリーで、ランク1駆逐戦車枠で唯一の大口径自走砲として登場。

## マーダーII

### ゲーム
『R.U.S.E.』
ドイツの駆逐戦車として登場。
『World of Tanks』
コレクター車両としてドイツの駆逐戦車Marder IIとして開発可能。
『パンツァーフロント』
対戦車自走砲として登場。
『World of Tanks Blitz』
コレクター車両としてMarder IIが登場

## ヴェスペ

### ゲーム
『World of Tanks』
ドイツ自走砲Wespeとして登場。
『コンバットチョロQ』
ドイツ2タンクとして登場。また、アリーナのライトクラスの11番の敵として登場。
『バトルフィールド1942』
ドイツ軍および日本軍の自走砲として登場する。

### 小説
『鋼鉄の海嘯 英本土奪還』
フンメルや戦車とともに、イギリスに上陸したアメリカ陸軍を迎え撃つ。